# Phuwiangvenator
Phuwiangvenator (il cui nome significa "cacciatore del Phu Wiang") è un genere estinto di dinosauro teropode appartenente ai Megaraptora; visse nel Cretaceo superiore, circa 130 milioni di anni fa (Barremiano), e i suoi resti fossili sono stati ritrovati in quella che oggi è la Formazione Sao Khua, in Thailandia. Il genere contiene una singola specie, ossia P. yaemniyomi, conosciuta per un singolo esemplare parziale, che comprende i resti della colonna vertebrale, della mano e della gamba di dimensioni paragonabili ad Australovenator.